# Mikołaj Rej

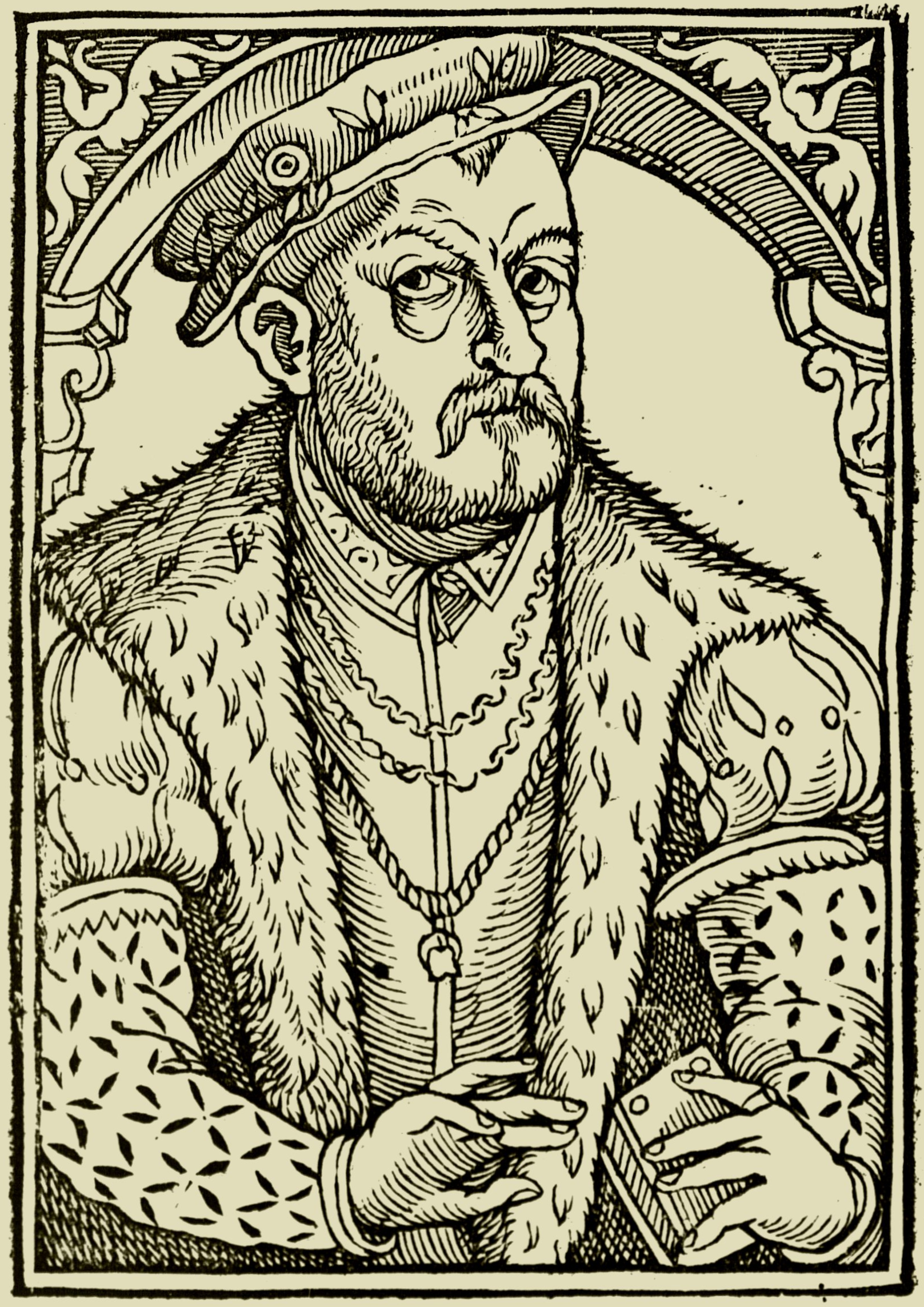
Mikołaj Rej.

Mikołaj Rej —4 de febrero de 1505, Żurawno, Polonia (hoy Zuravno, Ucrania)-entre el 8 de septiembre y el 5 de octubre de 1569, Rejowiec, Polonia— fue un eminente poeta y escritor polaco del Renacimiento, figura señera de la literatura de Polonia, al ser el primer autor que escribió exclusivamente en polaco, y considerado junto a Biernat de Lublin y Jan Kochanowski uno de los fundadores de la literatura de la nación. Fue también político y músico.

## Biografía
De familia aristocrática, aunque estuvo estudiando poco tiempo en Leópolis y la Universidad Jaguelónica de Cracovia, logró dominar la lengua latina de forma autodidacta. En la década de 1540, se convirtió al calvinismo, tomando parte en sínodos de esa confesión y fundando escuelas protestantes en sus tierras. Fue personaje altamente valorado por Segismundo I, la reina Bona Sforza y Segismundo Augusto.
En su obra describió los ideales de la aristocracia polaca, criticó duramente a la Iglesia católica, y mostró un ardiente patriotismo.

## Obras fundamentales
- Krótka rozprawa między trzema osobami: Panem, Wójtem i Plebanem (Una breve discusión entre tres personas: un señor, un alcalde y un cura, 1543), escrito bajo el pseudónimo Ambroży Korczbok Rożek.
- Żywot Józefa (La vida de José, 1545).
- Żywot Człowieka Poczciwego (La vida del hombre honrado).
- Kupiec (El mercader, 1549).
- Zwierzyniec (El Zodíaco, 1562).
- Zwierciadło (El espejo de todos los estados),  que incorpora la obra en tres libros Wizerunek własny żywota człowieka poczciwego  (Imagen de la vida de un hombre honrado, 1567-1568).
- Rzecz pospolita albo Sejm pospolity (La comunidad o el Sejm general).